# Mel Pender
Mel Pender, född 31 oktober 1937 i Atlanta i Georgia, är en amerikansk före detta friidrottare.
Pender blev olympisk mästare på 4 x 100 meter vid sommarspelen 1968 i Mexico City.